# 阿拉阿尔
阿拉阿尔，是西班牙安达卢西亚自治区塞维利亚省的一个市镇。 总面积201平方公里，总人口18365人（2001年），人口密度91人/平方公里。